# Świętobor II
Świętobor II Spokojny (ur. w okr. 1407–1408, zm. 1432) – książę rugijski z dynastii Gryfitów, najmłodszy syn Warcisława VIII i Agnieszki.

## Życie i panowanie
Niewiele zachowało się źródeł, które mogłyby przybliżyć sylwetkę księcia. Przy podziale księstwa 6 grudnia 1425, z uwagi na młody wiek i sprawowanej opieki przez starszego brata Barnima VIII (Młodszego) został współrządcą Księstwa Rugijskiego z Bardo oraz Strzałowem. Jako współwystawca dokumentu pojawił się w źródłach 17 grudnia 1421, 6 sierpnia 1423 oraz 22 listopada 1428.
Podczas sprawowanej władzy wielokrotnie występował przeciwko miastom pomorskim, które opowiadały się po stronie Hanzy w wojnie z Erykiem Pomorskim, królem Norwegii, Danii i Szwecji.
Nieznana jest data jego śmierci. Ostatni raz wspomniany został podczas pobytu w Parmie 12 maja 1432, a dokumenty brata z 24 maja 1436 przedstawiają jego jako zmarłego. Edward Rymar uznał, że śmierć księcia nastąpiła w 1432. Świadczyć miały za tym dokumenty z lat 1432–1434, które wystawił Barnim VIII. Tenże w nich tytułował się księciem na Strzałowie, prawdopodobnie po śmierci Świętobora II.
Po bezpotomnej śmierci, został pochowany w Kępince (Neuencamp).

## Genealogia
| Warcisław VI (Jednooki) ur. 1346 zm. 13 VI 1394 | Warcisław VI (Jednooki) ur. 1346 zm. 13 VI 1394 |                                                     |                                                     | Anna ur. najwcz. 1347 zm. po 14 III 1399 | Anna ur. najwcz. 1347 zm. po 14 III 1399 |  |  | NN ur. ? zm. ? | NN ur. ? zm. ? |                          |                          | NN ur. ? zm. ? | NN ur. ? zm. ? |
|                                                 |                                                 |                                                     |                                                     |                                          |                                          |  |  |                |                |                          |                          |                |                |
|                                                 |                                                 |                                                     |                                                     |                                          |                                          |  |  |                |                |                          |                          |                |                |
|                                                 |                                                 | Warcisław VIII ur. 1373 zm. 20, 22 lub 23 VIII 1415 | Warcisław VIII ur. 1373 zm. 20, 22 lub 23 VIII 1415 |                                          |                                          |  |  |                |                | Agnieszka ur. ? zm. 1435 | Agnieszka ur. ? zm. 1435 |                |                |
|                                                 |                                                 |                                                     |                                                     |                                          |                                          |  |  |                |                |                          |                          |                |                |
|                                                 |                                                 |                                                     |                                                     |                                          |                                          |  |  |                |                |                          |                          |                |                |
|                                                 |                                                 |                                                     |                                                     |                                          |                                          |  |  |                |                |                          |                          |                |                |

|  |  |  |  | Świętobor II Spokojny (ur. w okr. 1407–1408, zm. 1432) |